# طقوس الإشارات والتحولات (مسرحية)
طقوس الإشارات والتحولات مسرحية للكاتب المسرحي السوري سعد الله ونوس.

## عن المسرحية
التحولات في الشخصيات، وظهور حقيقة ما يخفى داخل النفس البشرية من رغبات وأهواء ومكر ومؤامرات يعرض ونوس خلل وفساد المجتمع بكل طبقاته، واستخدام الأعراف والقوانين لخدمة مصلحة السلطة أيًا كانت سياسية أو دينية أو اجتماعية، وتتميز بحواراتها القصيرة والعميقة التي تعبر عن الفكرة ببساطة ووضوح. 
في المسرحية يستغل المفتي الكارثة التي وقعت في دمشق، ليتخلّص من نقيب الأشراف وقائد الدرك بضربة واحدة، فتعاطفه مع النقيب كفيل بكسبه تأييدًا جماهيريًا كبيرًا كونه ترفّع عن الخلافات الشخصية، واتهامه لقائد الدرك بفبركة الحادثة التي ضبط فيها نقيب الأشراف وخليلته كفيل بعزله من منصبه، لكن ما لا يعلمه عامة الناس أن المفتي يقف وراء كل حدث شهدته دمشق في مسرحية ونوس. بناءً على هذا الحدث الرئيسي تبدأ مصائر الشخصيات بالتغير بشكل مخيف ومفاجئ، فمن كان مؤمنًا تقيًّا يغرق في اللهو والرذيلة، ومن كان بغيضًا عديم الخلق تعصف به المصائب حتى يلين قلبه فيصبح درويشًا زاهدًا متعلّقًا بحبال الله.